# Rotundabaloghia silvacola
Rotundabaloghia silvacola es una especie de arácnido del orden Mesostigmata de la familia Uropodidae.

## Distribución geográfica
Se encuentra en Colombia.